# Нарболия
Нарболѝя (на италиански и на сардински: Narbolia) е село и община в Южна Италия, провинция Ористано, автономен регион и остров Сардиния. Разположено е на 57 m надморска височина. Населението на общината е 1802 души (към 2010 г.).